# Tadeusz Piotrowski
Tadeusz Piotrowski (n. 8 octombrie 1957, Wrocław) este un lingvist polonez anglicist, lexicolog și lexicograf, autor a numeroase dicționare anglo-polone și polono-engleze, precum și publicații de lexicografie și lexicologie.
Tadeusz Piotrowski este fiul lui Edward și Helenei Piotrowski. Tată al trei copii. A terminat liceul în Wrocław (1972-1976), apoi a studiat la Institutul de Filologie Engleză a Universității din Wrocław(1976-1980). A lucrat la Filarmonica din Wrocław (1979-1982) ca traducător de publicații muzicale și pilot al soliștilor de peste graniță; ca traducător la Muzeul de Istorie Naturală din cadrul Universității din Wrocław (1980-1987); ca traducător de limba engleză al programelor festivalului muzical Wratislav Cantans (1980-1985); a lucrat la Institutul de Filologie Engleză din cadrul Universității din Wrocław, unde a fost director adjunct dar și director al Institutului, la Institutul de Filologie Engleză (1997-2011) din cadrul Universității Opole, iar în prezent la Școala Superioară de Filologie din Wrocław (din 2004) și PWSZ în Nisa(din 2004).